# Míriam Batucada
Miriam Ângela Lavecchia, más conocida como Miriam Batucada (São Paulo, 1 de enero de 1947 - São Paulo, 2 de julio de 1994), fue una cantante, compositora y presentadora de televisión brasileña. Inició su carrera artística en 1966, apareciendo en programas de TV Record, especialmente junto a Blota Júnior, su esposa Sônia Ribeiro, Hebe Camargo y Ronnie Von. Por su técnica de batucada con las manos, aprendida cuando era adolescente en el distrito paulista de Mooca, se ganó el apodo de "Miriam da Batucada", de la también presentadora Cidinha Campos, y empezó a adoptarlo, sin la preposición, como su nombre artístico. Continuó su carrera como cantante, publicando discos compactos con ventas y repercusión modestas, sin abandonar nunca las apariciones en programas de televisión.
Es conocida por su participación en el álbum anárquico Sociedade da Grã-Ordem Kavernista Apresenta Sessão das 10, un álbum conceptual al estilo de Sgt. Pepper's Lonely Hearts Club Band de The Beatles; de Freak Out!, de The Mothers of Invention, y de Tropicália ou Panis et Circensis, de Caetano Veloso, Gal Costa, Gilberto Gil, Nara Leão, Os Mutantes e Tom Zé, lanzado el 21 de julio de 1971 por el sello discográfico Discos CBS, junto con Edy Star, Sérgio Sampaio y Raul Seixas. La cantante desarrollaría una carrera de poco éxito en los años siguientes, siendo la menos exitosa del grupo. También lanzó dos álbumes de estudio más: Amanhã Ninguém Sabe, en el sello discográfico GEL, y Alma da Festa, de forma independiente, sin lograr gran éxito de público ni comercial. Murió en 1994 y su fama se benefició del redescubrimiento de los "kavernistas" a partir de los años 2000, con la reedición del álbum original, homenajes, y la publicación de recopilaciones con material de sus sencillos, nunca editados en disco.

## Biografía
Miriam nació el 28 de diciembre de 1946, en São Paulo, en el distrito paulista de Mooca, con el que luego se identificaría en su carrera artística, por su forma de hablar característica de los descendientes de italianos de la región. Sin embargo, la niña fue registrada el primer día del año siguiente, para "ganar un año", según la costumbre de la época, haciendo de esta la fecha oficial en sus documentos. Era nieta de italianos, tanto por parte de madre como de padre.
Cuando tenía 17 años, conoció a una chica que tenía el apodo de "Chacareira", en la peluquería de Doña Adelina, en la Rua da Mooca: fue esta amiga de la infancia quien le enseñó a tocar la percusión - es decir, a tocar la batería - con las manos. Al principio, ella sólo hacía un ritmo lento. Pero, después de 3 meses de práctica, logró alcanzar ritmos muy rápidos, pudiendo reproducir el ritmo al compás de cualquier samba. En el futuro, esta sería su marca registrada en su carrera artística. Además, antes de probar suerte en una carrera artística, hizo un curso de mecanógrafa en IBM y trabajó en Arno, empresa de la que fue despedida por tamborilear en el teclado.
Proveniente de una familia conservadora, nunca se declaró lesbiana públicamente; en 1968, cuando se mudó a Río de Janeiro, intentando seguir una carrera como cantante, se fue a vivir con el amor de su vida, la periodista Flamínia, quien tampoco reconoció públicamente su involucramiento emocional con Miriam. Según testimonios de amigos y personas cercanas, entregados al biógrafo Ricardo Santhiago bajo condición de anonimato, la crisis existencial de la cantante se intensifica cuando Flamínia abandona a Miriam para irse a vivir con Tania, amiga común de ambas.

## Carrera

### Televisión y música
Inició su carrera en 1966, con una participación en el programa del presentador Blota Júnior, en la TV Record. Actuó tocando diversos instrumentos, como piano, batería, armónica, guitarra y cuica, además de mostrar su técnica de percusión con las manos. En las semanas siguientes, la joven artista fue contratada por el canal de televisión de São Paulo, participando del programa de la esposa de Blota Júnior, Sônia Ribeiro, además de comenzar a aparecer regularmente en los programas de Hebe Camargo y Ronnie Von, los sábados por la tarde. Incluso actuó junto a Os Mutantes, quienes eran una atracción permanente en el programa de Ronnie Von en ese momento. Se hizo famosa por ser una especie de "show-woman": hacía imitaciones, contaba cuentos y chistes, cantaba y tocaba instrumentos musicales. Fue en uno de esos programas que la presentadora Cidinha Campos la llamó Miriam da Batucada, y la artista lo adoptó como nombre artístico, sin la preposición.
En 1967 grabó su disco debut con las canciones Batucando nas Mãos (de Renato Teixeira) y Plác-Tic-Plác-Plác (de Waldemar Camargo y Walter Peteléco), producido por Roberto Côrte Real para el sello Artistas Unidos, de la pequeña discográfica Rozenblit, de Pernambuco. El fonograma también aparecería en una recopilación del mismo sello, Seleção de Sucessos, editada el mismo año.
Al año siguiente, se mudó a Río de Janeiro para intentar seguir una carrera como cantante, dado que esta ciudad era el principal centro de la industria musical de Brasil, siendo sede de las compañías discográficas más grandes del país. Allí lanzó un doble disco en el sello Odeon Records, que contiene idiomajar do Morro, Depois do Carnaval, Puro Amor y Dois Meninos. Sin embargo, la alta competitividad y la popularidad relativamente baja en ese momento, de su estilo preferido, el samba, llevaron al fracaso del proyecto. Durante este período, comenzó a ganarse la vida con presentaciones esporádicas, incluso actuando en el extranjero, como en Estados Unidos y Portugal, y apariciones en programas de televisión. Una revista de la época incluso publicaría que ella y Ronnie Von no tenían ningún talento, eran sólo "inventos de [la TV] Record".

### Kavernista
A pesar de las dificultades en la capital de Río de Janeiro, fue en una actuación en Río de Janeiro, en 1970, en el clube nocturno Boate Drink de Djalma Ferreira, que Batucada causó una buena impresión en un joven artista bahiano que había llegado a Río ese año, Edy Star. Edy vivía de un contrato con el sello discográfico Discos CBS, negociado por su viejo amigo y productor musical de CBS, Raul Seixas. Entonces, cuando Raul y su amigo Sérgio Sampaio decidieron reunir gente para un proyecto innovador en el mercado musical brasileño, un álbum conceptual, Edy fue el primero en ser llamado. Como querían tener una voz femenina en el grupo, pensaron en Diana, entonces novia de Odair José, y Lilian, del dúo con Leno, amigo de Raúl en ese momento. Ambas fueron descartadas por la línea romántica que seguían. Otra que fue propuesta fue una cantante de Piauí, Lena Ríos, en comienzo de carrera, y que luego defendería una canción compuesta por Raul en el Festival Internacional da Canção 1972 ("Festival Internacional de la Canción de 1972"). Después de que esta también fue rechazada, Edy propuso que Raul se pusiera en contacto con Miriam y sus respuestas divertidas a las preguntas del trío, aseguraron que ella fuera parte del grupo.
Así, Miriam participaría de las grabaciones de Sociedade da Grã-Ordem Kavernista Apresenta Sessão das 10, el único disco editado por los "cuatro kavernistas", por Discos CBS. Batucada cantaría dos temas del disco colectivo: Chorinho Inconsequente, de Edy Star y Sérgio Sampaio, y Soul Tabarôa, nueva canción del dúo Antônio Carlos y Jocáfi que ella misma logró estrenar en el trabajo. El disco fue grabado entre finales de junio y principios de julio de 1971, y fue lanzado el 21 de este mes. El álbum recibió dos buenos artículos de críticos relacionados con la contracultura brasileña de la época: el poeta de Piauí, Torquato Neto, en su columna en el diario Última Hora, de Río de Janeiro; y el filósofo Luiz Carlos Maciel, que escribió para el semanario brasileño O Pasquim, y produjo algunas entrevistas con el cuarteto, y una caricatura del caricaturista Henfil. Sin embargo, la carrera del álbum se vio interrumpida por una decisión unilateral del presidente del sello, Evandro Ribeiro, quien ordenó su retirada de las tiendas menos de dos meses después de su lanzamiento. Las ventas del álbum en ese momento son difíciles de estimar debido a su corta carrera, pero algunas de las canciones fueron reproducidas en la radio y generaron cierta repercusión en los círculos contraculturales de Río.
A pesar del episodio del álbum Kavernistas, Miriam seguiría contratada por Discos CBS y lanzaría un compacto en 1972, producido por Raul Seixas, y que contenía las canciones "Diabo no Corpo", de Sérgio Sampaio, y "Gente", de Aluízio Machado.

### Amanhã ninguém sabe
Al año siguiente, pasa al sello discográfico GEL, editando un compacto por el sello Chantecler, que contiene Decisão, composición propia, y Polichinelo, de Gadé y Almanir Grego. Debido a su satisfactoria acogida, en 1974, lanza el disco Amanhã ninguém sabe, por la misma discográfica e sello. El álbum mezcla reinterpretaciones de canciones de compositores clásicos de samba-canção, como Wilson Batista, Geraldo Pereira, Alvaiade, Noel Rosa y Lupicínio Rodrigues, con canciones de compositores de estilos más contemporáneos, como el "kavernista" Sérgio Sampaio, Roberto y Erasmo Carlos, y Chico Buarque, autor del tema principal. Logró relativo éxito radiofónico con Teco-Teco, canción de Pereira da Costa y Milton Villela. El álbum también produciría un compacto sencillo con la canción de trabajo Você É seu Melhor Amigo, otra composición propia, flanqueada por Você Vai se Quiser, de Noel Rosa y un compacto doble titulado Acertei no Milhar, con las canciones O que Vier Eu Traço, de Alvaiade y Zé Maria; Acertei no Milhar, de Wilson Batista y Geraldo Pereira; Você Vai se Quiser, de Noel Rosa, y Meu Romance, de J. Cascata. Ese mismo año participó junto a Grande Otelo, en el espectáculo Samba, Coisa e Tal, producido por Haroldo Costa, que se convirtió en un éxito de crítica y público, generando un buen retorno económico.

### Descenso
En los años siguientes, participaría en espectáculos junto a Billy Blanco y Paulinho da Viola, además de lanzar compactos dispersos en los sellos discográficos RGE, Discos CBS y Musidisc, haciéndose más conocida por el público en general por sus apariciones en el programa de Flávio Cavalcanti. A partir de los años 1980, su carrera entró en una especie de ostracismo discográfico, viviendo de actuaciones esporádicas en pequeños bares de la capital paulista. El 20 de junio de 1991 lanzó de forma independiente su último álbum de estudio, Alma da Festa, en el sello RIC. El álbum contiene grabaciones de sambas de compositores no muy conocidos, destacando la colaboración entre la cantante y Marcix, Roger Borin y Vivi Fagiolli en Salve Rainha, una canción en honor a Chico Mendes, asesinado unos años antes.

## Muerte
Murió presuntamente el 2 de julio de 1994, víctima de un infarto agudo de miocardio en el departamento donde vivía sola en el distrito de Pinheiros. Como pasó más de 2 semanas sin contactar a su familia, su hermana Mirna - que vivía en Maringá - fue a su encuentro y recién el 21 de julio descubrió el cuerpo.

## Legado y redescubrimiento
El mismo año de su muerte, 1994, fue honrada por el Ayuntamiento de São Paulo con la elección de su nombre artístico para designar una calle del tradicional distrito de Mooca. A partir de principios de la década siguiente, Miriam Batucada se convirtió en objeto de un redescubrimiento, junto con los demás "kavernistas", a través de la reedición en CD del álbum original, colocándolo nuevamente en el catálogo después de casi 30 años. Así, se convirtió en objeto de homenajes de otros artistas en muestras y regrabaciones, e incluso de una biografía escrita por el periodista e historiador Ricardo Santhiago, que fue lanzada en el espacio LGBT QueeRIOca, en Río de Janeiro, el 22 de junio de 2024. También siguieron lanzamientos fonográficos. En 2018 se lanzó una colección con canciones presentes en varios compactos no recopilados en disco, por el sello DGD Records. En 2020, el periodista Ricardo Santhiago encontró varias canciones compuestas por la artista y nunca grabadas en disco, en un baúl que le regaló la hermana de la cantante. Así, reunió a artistas invitados para grabar un disco con versiones de estas canciones, producidas por Sérgio Arara y con la participación de Áurea Martins, Blubell, Ceumar, Cida Moreira, Edy Star, Juliana Amaral, Leila Maria, Márcia Castro, Marcos Sacramento, Maria Alcina, Silvia Machete, Vange Milliet, Vânia Bastos, Zé Luiz Mazziotti y Zeca Baleiro, además de una grabación inédita de la propia artista. En 2023, Miriam fue homenajeada por el grupo de teatro Os Geraldos en el espectáculo Ubu Rei, dirigido por Gabriel Vilella.

## Discografía
Discografía a cargo de Discogs, Cravo Albin, IMMUB y Tratore.

### Siete pulgadas (simple)
- 1967 – Batucando nas Mãos / Plác-tic-plác-plác - Rozenblit (sello Artistas Unidos)
- 1971 - Todo Mundo Está Feliz / Chorinho Inconsequente - Discos CBS (sólo el lado B es de Miriam. El lado A es cantado por Sérgio Sampaio)
- 1972 – Diabo no Corpo / Gente - Discos CBS
- 1973 - Decisão / Polichinelo - GEL (sello Chantecler)
- 1975 - Você É seu Melhor Amigo / Você Vai se Quiser - GEL (sello Chantecler)
- 1975 - Sotaque Paulista - A Lua de Ontem / Abacaxi - RGE (sello Young)
- 1979 – Ajoelhou (A Mulher e o Cabrito) / Marcha do João - RGE (sólo el lado B es de Miriam. El lado A es cantado por Chacrinha)
- 1980 - Sinal De Vida / Batucada, Cachaça e Futebol - Discos CBS
- A Saia / Pantalona - Musidisc

### Siete pulgadas (doble)
- 1968 - idiomajar do Morro / Depois do Carnaval / Puro Amor / Dois Meninos - Odeon
- 1974 – Acertei no Milhar - GEL (sello Chantecler)

### Álbumes de estudio
- 1971 – Sociedade da Grã-Ordem Kavernista Apresenta Sessão das 10 (con Raul Seixas, Sérgio Sampaio e Edy Star) - Discos CBS
- 1974 – Amanhã Ninguém Sabe - GEL (sello Chantecler)
- 1991 – Alma da Festa - RIC

### Recopilaciones musicales
- 1967 - Seleção de Sucessos - Rozenblit (sello Artistas Unidos), pista 12
- 2018 - A Batucada não Morreu - DGD Records